# Carlos Iturralde Rivero
Carlos Iturralde Rivero (Mérida, Yucatán, 7 de junio de 1926 - 1 de agosto de 2004) fue un futbolista mexicano que jugó en la posición de interior izquierdo. Hijo menor de José María Iturralde Traconis, Gobernador del Estado de Yucatán, y de Josefina Rivero Díaz. Apodado Calín.

## Biografía
A la edad de 9 días de nacido pierde a su padre, suceso por el cual la familia emigra a Francia, en donde reside por cerca de siete años. En 1934 regresa con su familia a la Ciudad de México donde continúa sus estudios, formando parte de la selección de fútbol del Colegio Grosso. Posteriormente cambia su residencia a su ciudad natal Mérida, estudia en el Colegio Montejo y participa en los equipos de fútbol de dicha institución. 
En 1940, de vuelta en la Ciudad de México, cursa sus estudios en el Colegio Franco Español. En 1942 a los 15 años de edad, ingresa al Club de Fútbol Asturias, jugando como centro delantero en la categoría juvenil, pasando en término de seis meses a la Segunda Intermedia en la que estuvo otros seis meses. En 1945, debido a la lesión de uno de los jugadores estrellas del equipo mayor, William Reaside lo hizo debutar en la Primera División como interior izquierdo, posición en la que jugaría durante toda su carrera profesional.
Uno de los momentos más desagradables de su carrera ocurrió durante un juego nocturno frente al San Sebastián de León, cuando Carlos quedó lesionado después de un lance infortunado, lesión que lo mantuvo tres meses fuera de toda competencia. Tiempo después fue seleccionado del combinado España-Asturias, en las series internacionales contra los equipos Bratislavia, Vasco da Gama e Independiente. 
En el año 1950, al desaparecer el equipo Asturias, ingresa a las filas de Club Deportivo Guadalajara, donde jugó una temporada (1950-51). Al terminar dicho periodo es contratado por el equipo Necaxa, donde jugaría varios años, exceptuando uno en el que participa con el Club América.
En 1955, el equipo Atlante compra su carta, y es en este equipo donde culmina su excelente carrera como jugador profesional en el año de 1958.
Para el Mundial de Brasil 1950, estando seleccionado, una severa lesión que requirió intervención quirúrgica, le impidió participar. Por similar causa no asistió a los siguientes dos mundiales, estando en la lista de preseleccionados.
En 1963, comienza una larga y fructífera carrera como director técnico. En un principio dirige a varios equipos amateurs, algunos de estos equipos fueron, en Mérida: Centro Universitario Montejo, Escuela Modelo, Universidad Autónoma de Yucatán, Selección del Estado de Yucatán, Instituto Cumbres y la Universidad del Mayab. En México: Club Deportivo Reforma, Parma y Santos, entre muchos otros más.
A nivel profesional dirigió a los Pumas de la UNAM, Club de Fútbol Atlante, Atlético Morelia, Querétaro FC y Club Deportivo Cuautla. Durante la temporada 1975-76 dirigió a los Potros de Hierro del Atlante, un equipo que tuvo una pésima campaña terminando disputando el no descender contra los Cachorros del Atlético Potosino en dos partidos: El primero realizado en el Estadio Plan de San Luis en San Luis Potosí con derrota alantista y el segundo encuentro realizado en el Estadio Azteca, en donde el Atlante empató con el equipo potosino y se fue a la Segunda División. Este fue el primer descenso del Atlante, un histórico en el futbol mexicano.
Siendo precursor del fútbol profesional en Yucatán, a partir de 1981 dirige a los Leones del IMSS, a los Aguiluchos de Mérida y posteriormente a los Mayas de Yucatán de la Tercera división mexicana. En la segunda división dirige a los Aguiluchos de Mérida y a los Venados de Yucatán.
También fungió como secretario técnico del Atlante y del Club Universidad Nacional, fue fundador de la liga del Sureste de fútbol, director de la escuela para entrenadores profesionales de FMF Zona Sureste, fundador y director de cuatro escuelas de fútbol infantil: Colegio Iturralde, Cruz Azul Tlalpan, Leones del IMSS y Mayas Mérida. Por un tiempo fue periodista, comentarista y reportero deportivo, conductor de programas deportivos de televisión y columnista con sus crónicas "Futbol-Temas" y "Entre patadas". Es autor de tres libros: "Amistad entre patadas", "Fútbol en Yucatán" y "Manual práctico para entrenar niños".